# Sonate K. 364
La sonate K. 364 (F.310/L.436) en fa mineur est une œuvre pour clavier du compositeur italien Domenico Scarlatti.

## Présentation
La sonate K. 364 en fa mineur, notée Allegro, est associée à la sonate suivante également en fa mineur mais à 
. Ces sonates ouvrent le volume X des manuscrits de Parme copié en 1754 et la paire figure dans toutes les sources manuscrites, y compris Münster et Madrid.

## Manuscrits
Le manuscrit principal est le numéro 7 du volume VIII de Venise (1749, Ms. 9779), copié pour Maria Barbara ; l'autre étant Parme X 1 (1754, AG 31415). Une copie figure dans Münster II 1 (Sant Hs 3965), ainsi que comme numéro 28 dans le manuscrit de Madrid (E-Mc, ms. 3-1408).
Le manuscrit de Parme a la particularité d'être structuré avec deux paires en fa mineur au début et à la fin de ses trente numéros et des fugues ou fugatos comme numéros 8, 16 et 30.

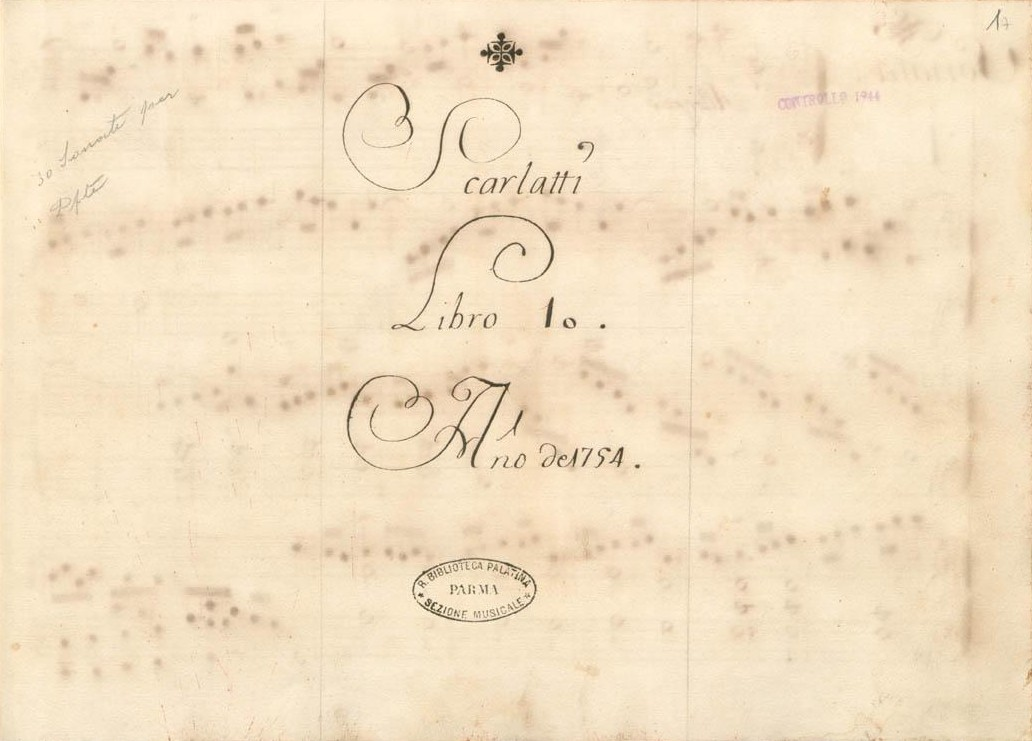
La sobre page de titre du volume X du manuscrit de Parme, copiée en 1754.
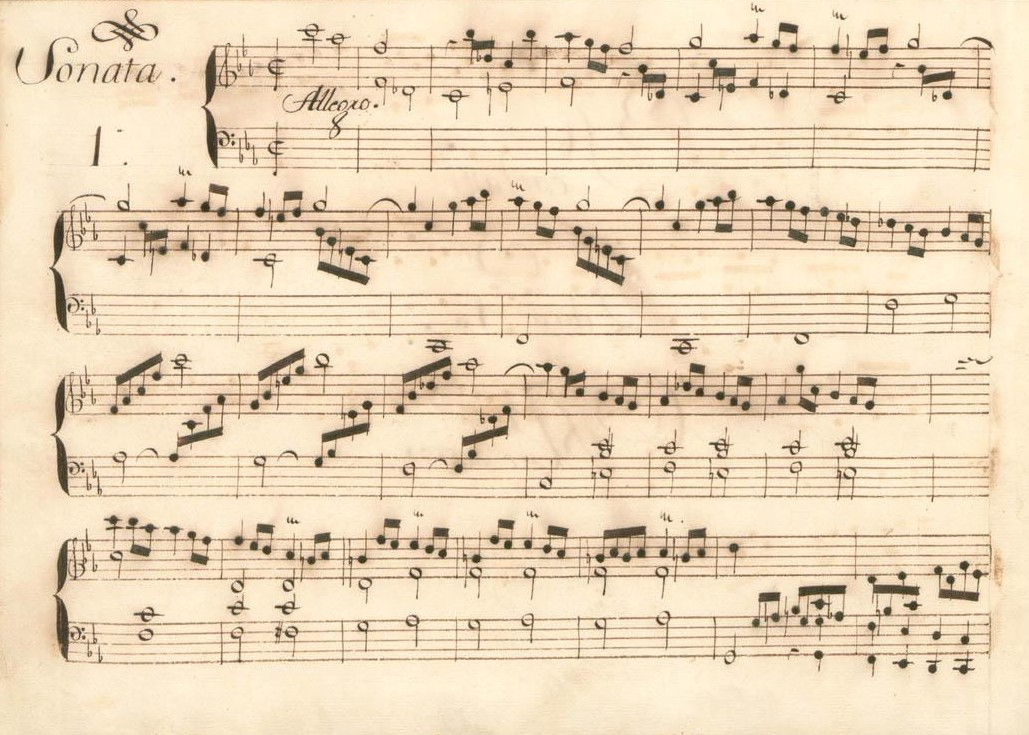
Parme X 1.
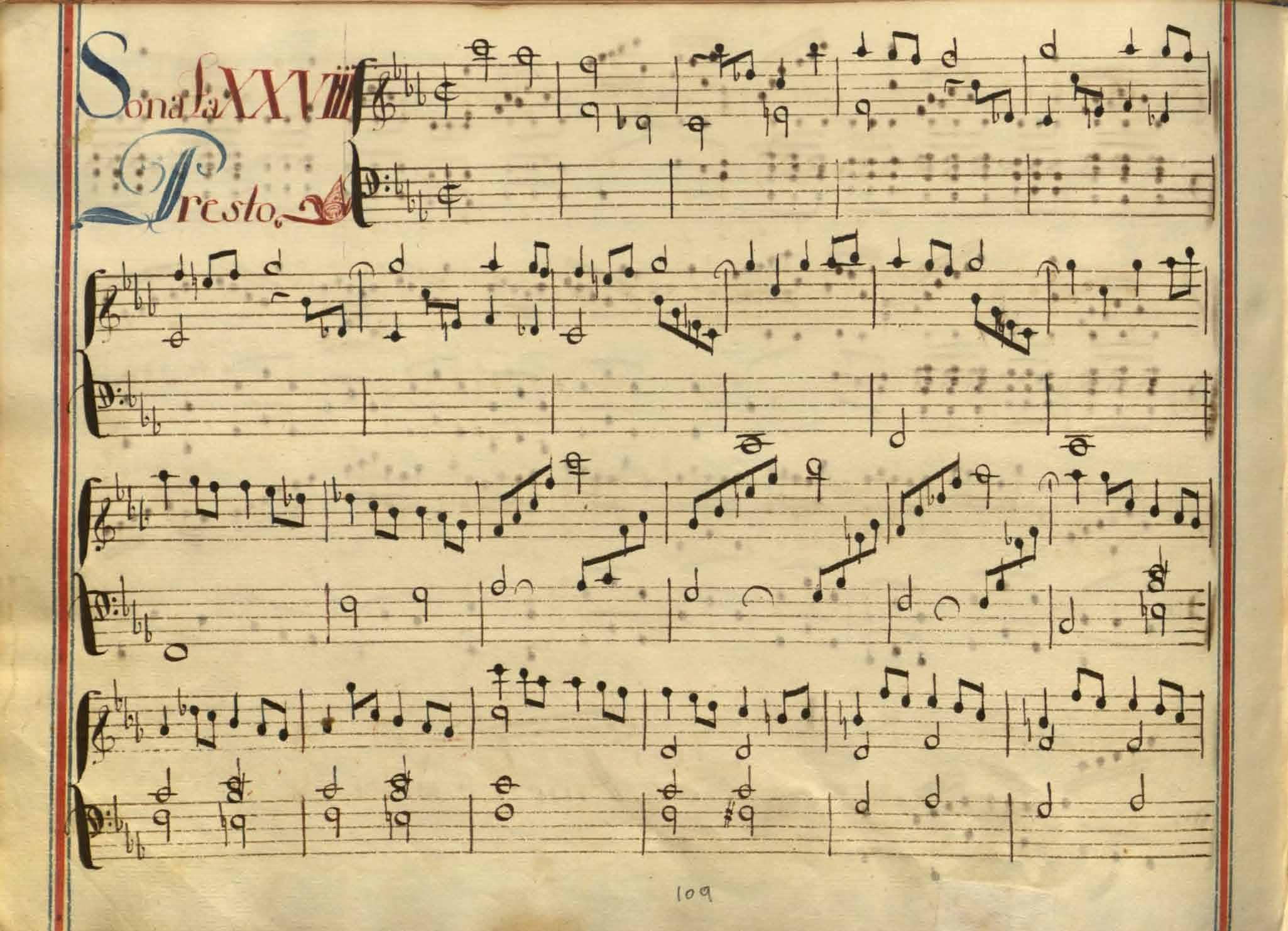
Madrid, 28.

## Interprètes
La sonate K. 364 est peu jouée. Au piano, les interprètes sont notamment Carlo Grante (2009, Music & Arts vol. 1) ; au clavecin Scott Ross (1985, Erato), Pieter-Jan Belder (2000, Brilliant Classics, vol. 8) et Richard Lester (2003, Nimbus, vol. 3).

## Sources
: document utilisé comme source pour la rédaction de cet article.
- Ralph Kirkpatrick (trad. de l'anglais par Dennis Collins), Domenico Scarlatti, Paris, Lattès, coll. « Musique et Musiciens », 1982 (1re éd. 1953 (en)), 493 p. (OCLC 954954205, BNF 34689181), p. 194.
- Alain de Chambure/Scott Ross, « Domenico Scarlatti : Intégrale des sonates — Scott Ross », p. 215, Erato (2564-62092-2), 1985 (OCLC 891183737) .
- (en) Carlo Grante, « Domenico Scarlatti, intégrale des sonates pour clavier (vol. 4) », p. 13, Music & Arts (CD-1293), 2016 .
- (es) Laura Cuervo Calvo, « El manuscrito Ayerbe : una fuente española de las sonatas de Domenico Scarlatti de mediados del siglo XVIII », Ad Parnassum, Ut Orpheus Edizioni, vol. 13, no 25,‎ avril 2015, p. 1–26 (ISSN 1722-3954, OCLC 1006521868, lire en ligne).